# Dysrhoe rhiogyra
Dysrhoe rhiogyra är en fjärilsart som beskrevs av Louis Beethoven Prout 1932. Dysrhoe rhiogyra ingår i släktet Dysrhoe och familjen mätare. Inga underarter finns listade i Catalogue of Life.